# Carl von Cardell
Carl Friedrich von Cardell (ursprungligen Kobes) född 1764 (döpt 19 april) i Demmin i Pommern, död 17 september 1821 i Stockholm, var en svensk friherre och militär.

## Biografi
Cardell var son till justitieborgmästaren i Demmin Karl Friedrich Kobes. Han var troligen elev vid Demmins latinskola och därefter 1779 vid Demmins gymnasium. 1780 inträdde han i militärtjänst vid preussiska pontonjärkåren i Berlin, avlade officersexamen 1786 och blev sekundlöjtnant 1787.

### I svensk tjänst
Cardell gick i svensk tjänst 1789 som kapten vid Hintzensternska infanteribataljonen. Året därpå erhöll han avsked ur sin preussiska tjänst och i början av 1791 tillstånd att gå i svensk tjänst. Då hade han redan året innan erhållit tyskt adelskap med namnet Kobes von Cardell.
På förslag av Cardell uppsattes 1792 en trupp ridande artilleri i Stralsund, som därmed skapade en lättrörlig enhet för eldunderstöd åt kavalleriet och där Cardell blev major samma år och brigadchef för det nyuppsatta ridande artilleriet 1793. År 1795 utnämndes han till överstelöjtnant och generaladjutant för flygeln, överste och chef för Kungliga Wendes artilleriregemente, där allt ridande artilleri ingick, 1807 samt generalmajor 1813. År 1816 blev han generalfälttygmästare och chef för artilleriet och slutligen 1820 generallöjtnant.
Redan 1792 fick von Cardell i uppdrag att göra upp en plan till organiserade av ett ridande artilleri, och ett dylikt uppsattes även 1793, men indrogs 1797, varefter von Cardell transporterades till Wendes artilleriregemente. År 1802 uppsattes dock åter under von Cardells ledning ett ridande artilleri i Pommern, och han blev 1804 befälhavare för artilleriet i provinsen. Han deltog med utmärkelse i 1805–1807 års fälttåg samt tjänstgjorde under 1808–1809 års krig mot Danmark som artilleribrigadchef vid södra armén. Då svenska armén 1813 gick i fält, fick von Cardell befälet över reservartilleriet och gjorde med detsamma betydande insatser i slagen vid Grossberen, Dennewitz och Leipzig samt deltog som chef för fältartilleriet i fälttåget mot Norge.
År 1815 fick han uppdrag att göra en plan för nyorganisation av svenska artilleriet i fråga om både materiel och personal. Denna plan fastställdes 1816, då även von Cardell sattes i spetsen för vapenslaget. Som generalfälttygsmästare ägnade han mycken omsorg åt krut- och vapentillverkningen, och på hans förslag inrättades 1818 ett artilleriläroverk vid Marieberg (senare Krigshögskolan).
von Cardell var en av Krigsvetenskapsakademiens stiftare 1796 och blev 1815 akademiens hedersledamot. Han blev naturaliserad svensk adel 1809, introducerad 1815 med nummer 2235 och upphöjdes 1818 i friherrligt stånd. Slöt själv ätten vid sin död.

### Begravning
von Cardell begravdes i Hedvig Eleonora kyrka och ligger begravd på dess kyrkogård. Då han slöt sin ätt på svärdssidan krossades hans vapensköld, enligt traditionen, av Gustaf Wilhelm af Tibell. På stenen som restes vid hans grav står följande sentens;

## Utmärkelser

### Svenska ordnar
- Kommendör med Stora Korset av Svärdsorden,[4]
- Kommendörav Nordstjärneorden, [4]
- Upphöjd till Friherre (Karl XIV Johans kröningsdag)[4]

### Utländska ordnar
- Preussiska Pour le Mérite,[4]
- Riddare av Ryska Sankt Annas ordens av 1:a klass,
- Riddare av Ryska Sankt Vladimirs ordens av 2:a klass,

## Befordringar (Sverige)
| Datum            | Tjänstegrad                                 |
| ---------------- | ------------------------------------------- |
| 17 maj 1789      | Kapten                                      |
| 26 juli 1792     | Major (armén)                               |
| 1 juli 1793      | Major (artilleriet)                         |
| 11 mars 1795     | Överstelöjtnat (armén)                      |
| 19 augusti 1799  | Överstelöjtnant (Wendes artilleriregemente) |
| 31 mars 1802     | Överste (armén)                             |
| 7 mars 1807      | Överste (artilleriet)                       |
| 7 oktober 1813   | Generalmajor (armén)                        |
| 23 januari 1816  | Generalfälttygmästare                       |
| 29 februari 1820 | Generallöjtnant                             |